# Die Quittung
Die Quittung ist ein deutscher Fernsehfilm des Regisseurs Niki Stein aus dem Jahr 2004 mit Jan-Gregor Kremp und Heikko Deutschmann in den Hauptrollen. Die Erstausstrahlung erfolgte am 19. Januar 2004 im ZDF.

## Handlung
Koch Olaf Bongartz bemerkt, dass seine Frau Marina ihn betrügt mit seinem besten Freund Christian Conradi, mit dem er zusammen ein Feinschmeckerrestaurant betreibt. Als Conradis Ehefrau wenig später ums Leben kommt, nutzt Bongartz die Trauerzeit für seine Rache an seinem untreuen Freund und Geschäftspartner.

## Hintergrund
Die Quittung wurde vom 1. November 2005 bis zum 2. Dezember 2005 an 24 Drehtagen im Cornwall in Südengland und näherer Umgebung gedreht. Produziert wurde der Film von Dietrich Kluge und Katharina Trebitsch für die Objectiv Film.

## Kritik
Der Filmdienst meinte, Die Quittung erzähle der „nicht ganz ernst gemeinte (Fernseh-)Krimi [...] mit einer gehörigen Portion Understatement von fast alltäglichen Betrügereien.“.
Die Kritiker der Fernsehzeitschrift TV Spielfilm gaben Die Quittung einen von drei möglichen Punkten in der Kategorie „Spannung“. Sie merkten an: „Niki Stein und Autor Detlef Michel spinnen ein sarkastisches Intrigengeflecht, das an die Filme Chabrols erinnert. Die Spannung kommt auf leisen Sohlen daher, so hat der Zuschauer alle Zeit, sich an den prima Darstellern zu ergötzen.“ und konstatierten: „Ungewöhnlich pikante Tele-Leckerei“. Der Film erhielt insgesamt die bestmögliche Wertung, Daumen nach oben.

## Auszeichnung und Nominierung
- 2004:	Deutscher Fernsehpreis für Detlef Michel	in der Kategorie „Bestes Buch Fernsehfilm/Mehrteiler“ (Auszeichnung)
- 2004:	Deutscher Fernsehpreis in der Kategorie „Bester Fernsehfilm/Mehrteiler“ (Nominierung)